# Lago Alberto (África)
El lago Alberto (también conocido como Mwitanzige o Mobutu Sese Seko) es un lago situado en el corazón de África Central, específicamente en el Gran Valle del Rift. Este lago se encuentra en la frontera entre Uganda y la República Democrática del Congo (RDC), anteriormente conocida como el Zaire o el Congo Belga hasta su independencia en 1960. El lago Alberto desempeña un papel crucial en la geografía de la región, ya que ha servido como límite natural entre ambos países desde la delimitación de las fronteras coloniales en 1894, cuando se establecieron las fronteras del Congo Belga bajo el dominio de Bélgica.
El lago se extiende por aproximadamente 230 km de largo y tiene una superficie de alrededor de 1,000 km², lo que lo convierte en uno de los más grandes de la región. Su altitud es de unos 616 metros sobre el nivel del mar, y es alimentado principalmente por el río Semliki, que drena las aguas del Lago Edward, situado al sur. Por otro lado, el Lago Alberto es un afluente del río Nilo Blanco, a través de la corriente del río Alberto. Este sistema hidrográfico es fundamental para el ecosistema regional, sirviendo como una importante fuente de agua y un hábitat crucial para diversas especies de fauna y flora.
A lo largo de los siglos, el lago Alberto ha sido una vía de comunicación y comercio, especialmente para las comunidades que habitan las zonas circundantes. Las comunidades pesqueras, tanto en Uganda como en la RDC, dependen de sus aguas para sustentar su economía. Entre las especies que habitan sus aguas, destaca el ciclido de lago Alberto, una especie endémica de gran importancia ecológica.
Además de su relevancia geográfica y económica, el lago también tiene una notable importancia histórica, ya que ha sido un lugar clave en las exploraciones europeas en África. El explorador Sir Samuel Baker fue uno de los primeros occidentales en llegar al lago en 1864, y lo nombró en honor al príncipe Alberto de Reino Unido, esposo de la reina Victoria. Posteriormente, el lago fue renombrado como Lago Mobutu Sese Seko en honor al dictador de la RDC, Mobutu Sese Seko, en la década de 1970, un nombre que se mantuvo hasta el siglo XXI.

## Características
El lago Alberto es de forma alargada y ocupa un área de unos 5350 km², con unos 160 km de longitud y 35 km en su parte de más ancha; su  profundidad máxima es de unos 51 m. La superficie de sus aguas se encuentra a unos 619 m por encima del nivel del mar.
El lago Alberto forma parte del complicado sistema del alto Nilo. Sus principales fuentes son el Nilo Blanco, procedente en última instancia del Lago Victoria al sureste, y el río Semliki, que emana del lago Eduardo al suroeste. El agua del Nilo Victoria es mucho menos salina que la del lago Alberto. La salida del lago, en su extremo norte, es el tramo del Nilo Alberto del Nilo Blanco. El río pasa a llamarse más tarde Nilo de la Montaña cuando su curso entra en Sudán del Sur.
En el extremo sur del lago, donde entra el Semliki, hay pantanos. Las Montañas Rwenzori están al sur del lago y al noroeste, las Montañas Azules. Entre los pocos asentamientos de la orilla se encuentran Butiaba y Pakwach.
El agua del Nilo Victoria es mucho menos salina que la del lago Alberto. Por lo tanto, se ha podido demostrar mediante mediciones de conductividad que, incluso en épocas de crecidas, el agua del río no afecta al lago más allá de unos 10 km del extremo norte. Así pues, el Nilo Victoria sirve para mantener el nivel pero no tiene ninguna otra influencia sobre el agua del lago, excepto en su extremo norte, aunque su caudal es considerablemente mayor que el del Semliki. La hidrología y la ecología del lago habrían sido diferentes si el Nilo Victoria hubiera desembocado en él cerca del extremo sur, o si se hubiera unido al Nilo Alberto más al norte, donde no podría haber tenido ninguna influencia de control sobre el nivel del lago. En este último caso, una pequeña reducción de las precipitaciones en las cuencas del Albert y del Edward y, por tanto, una menor afluencia del Semliki, podría dar lugar a un exceso de evaporación sobre la afluencia, con el consiguiente descenso del nivel y la interrupción del flujo de salida. El nivel del lago Alberto se mantiene ahora por encima de la salida en parte por el Nilo Victoria que funciona a la manera de la afluencia a un nivel constante de agua todavía.

## Características del agua
A diferencia de los muy profundos lago Malaui, lago Tanganica y lago Kivu, la temperatura del agua del Lago Alberto es relativamente estable en todo momento, normalmente alrededor de 27-29 grados Celsius (80,6-84,2 °F), e incluso sus secciones más profundas contienen oxígeno.
El agua tiene un pH de alrededor o justo por debajo de 9 y una conductividad eléctrica de alrededor de 720-780 μS/cm. Ambos valores son muy elevados para un lago de agua dulce, pero no obstante son inferiores a los del lago Edward.

## Fauna
El lago Alberto alberga muchos animales acuáticos y semiacuáticos, como hipopótamos, antílopes cobo de Uganda, cocodrilos del Nilo, varanos del Nilo, tortugas de caparazón blando africanas, tortugas de barro centroafricanas, tortugas de barro de Williams, diversas serpientes semiacuáticas y varias ranas. Las aves acuáticas son numerosas e incluyen pelícanos, garzas y el raro picozapato.

### Peces y pesca
Hay 55 especies de peces en el lago Alberto. A excepción de los cocodrilos del Nilo, los mayores depredadores del lago son la perca del Nilo (nativa, a diferencia de lo que ocurre en otros lagos del Valle del Rift donde se introducen y invasoras), peces tigre alargados, peces tigre africanos, peces pulmonados jaspeados, cornish jack, Bagrus docmak, bagres africanos de dientes afilados y vundu. Otros que sustentan importantes pesquerías son la tilapia del Nilo, el barbo del Níger, el Albert lates, el gato eléctrico y el bagre jirafa que se capturan con métodos de pesca estándar, y los pequeños Brycinus nurse y Mesobola bredoi que se capturan principalmente mediante pesca ligera. Hasta el 30% de la producción pesquera de Uganda procede del lago Alberto.
El lago Alberto tiene menos especies de peces endémicos que los otros Grandes Lagos de África. Aunque el Nilo Alberto -la sección del Nilo que sale del lago Alberto- tiene varios rápidos en la región de Nimule, estos no han aislado efectivamente el lago de las secciones principales del Nilo. En cambio, el lago Eduardo (y en última instancia Lago George está efectivamente aislado del lago Alberto por los rápidos del río Semliki, mientras que el Lago Kyoga (y, en última instancia, el lago Victoria) está efectivamente aislado del lago Alberto por las cataratas Murchison en el Nilo Victoria. Como consecuencia, la mayoría de los peces del lago Alberto son especies fluviales muy extendidas que también se encuentran en las secciones principales del Nilo. Hay pocos cíclidos haplochromine; un grupo que es muy diverso en otros lagos del Valle del Rift. De los seis haplocromos del lago Alberto, cuatro son endémicos (Haplochromis albertianus, H. avium, H. bullatus y H. mahagiensis') y dos se encuentran también en el Nilo (H. loati y Pseudocrenilabrus multicolor). En comparación, la mayoría de los más de 60 haplochromines del lago Edward-George y la mayoría de los aproximadamente 600 haplochromines del lago Victoria-Kyoga son endémicos. Las únicas otras especies de peces endémicos del lago Alberto son el pequeño ciprínido Engraulicypris bredoi y los amenazados lates de Alberto.

## Historia
El lago Alberto todavía es conocido como Mwitanzige por los banyoro y batooro, así como por otros pueblos que han poblado la región durante siglos antes de la época colonial. Este nombre significa ‘asesino de langostas’, de omwita ‘que mata’ y enzige ‘langostas’ en lengua runyoro. Esto se debe a una antigua leyenda que cuenta cómo una plaga de langostas que había destruido los cultivos de los pobladores del este del lago perecieron al intentar cruzarlo.
En 1864, los exploradores Samuel Baker y Flóra von Sass encontraron el lago y lo rebautizó con el nombre del recientemente fallecido Príncipe Alberto, consorte de Reina Victoria del Reino Unido. Fue explorado por Henry Stanley en su viaje de búsqueda del nacimiento del río Nilo. En el siglo XX, Presidente del Zaire Mobutu Sese Seko dio temporalmente su nombre al lago.
Los colonialistas europeos explotaron la navegación en el lago. Los británicos planificaron la navegación en el lago Alberto como parte de una red de servicios de ferrocarril, vapores fluviales y vapores lacustres que unían los intereses británicos en Egipto, África oriental y África meridional. El astillero John I. Thornycroft & Company de Woolston, Hampshire construyó el buque de carga y pasajeros SS Robert Coryndon para este fin en 1930. Lleva el nombre del oficial del Ejército británico Robert Thorne Coryndon, que fue gobernador de Uganda entre 1918 y 22. Winston Churchill describió el barco como "la mejor biblioteca a flote" y Ernest Hemingway lo llamó "magnificencia sobre el agua". O bien fue hundido en 1962 o se hundió en 1964. Permanece sin salvar y parcialmente sumergido en el lago en el lugar de desembarco de Butyaba. Hoy en día todavía se pueden ver.
Heritage Oil y Tullow Oil han anunciado importantes hallazgos de petróleo en la cuenca del lago Alberto, con estimaciones de que el yacimiento de miles de millones de barriles será el mayor yacimiento terrestre encontrado en el África subsahariana en más de veinte años.
En marzo de 2014, una embarcación que transportaba refugiados congoleños naufragó en el lago Alberto, causando la muerte de más de 250 personas.
El 26 de diciembre de 2016, una embarcación que transportaba a 45 miembros y aficionados de un equipo de fútbol de una aldea local volcó en el lago Alberto matando al menos a 30 personas.
El 24 de diciembre de 2020, treinta personas murieron al volcar una embarcación en ruta desde Uganda al Congo. Los pasajeros estaban preocupados por las restricciones de viaje relacionadas con la pandemia de COVID-19 en África.
El asentamiento de Kibiro en el lago Alberto tiene importancia cultural y arqueológica.

## Presente
Hay una fábrica de pescado en Butiaba que abastece a toda Uganda. En otros pequeños pueblos en el lago, la pesca solo se realiza para las necesidades locales. La producción de sal en la orilla del lago se abandonó en la década de 1980. Yacimientos de petróleo se han descubierto en el borde sur del lago desde 2001, que las empresas Hardman Petroleum y Heritage Oil han estado desarrollando y preparando para la producción de petróleo desde 2006.
En julio de 2007, los descubrimientos de petróleo dieron lugar a disputas fronterizas entre Uganda y la República Democrática del Congo. Varias personas murieron en tiroteos, incluido un geólogo británico. La pequeña isla de Rukwanzi en el extremo sur del lago fue ocupada por soldados congoleños. A pesar de un acuerdo entre los dos estados para resolver el conflicto de forma pacífica, los conflictos armados estallaron nuevamente en el lago. El curso exacto de la frontera todavía se disputa.

## Referencias

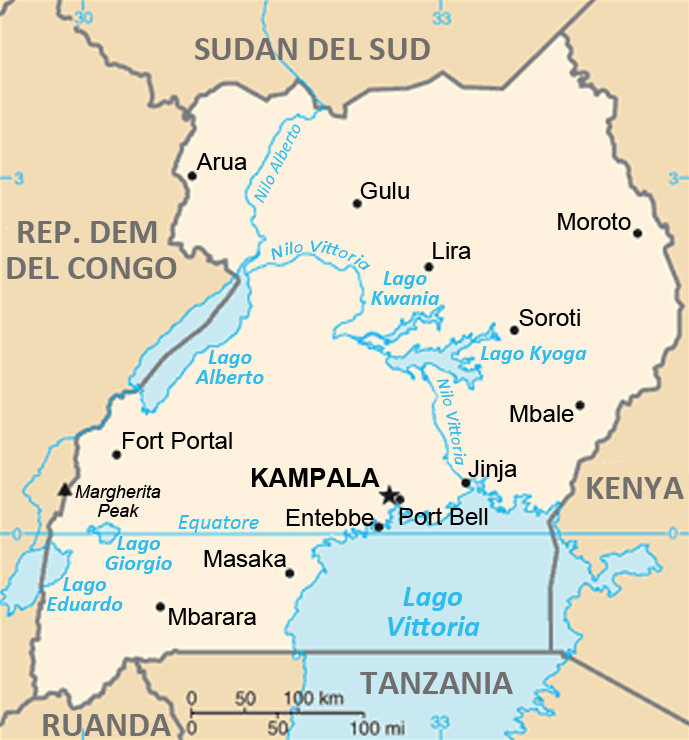
Mapa del lago Alberto junto con otros Grandes lagos.